# أدولفو بونيلا غوميز
أدولفو بونيلا غوميز (بالإسبانية: Adolfo Bonilla Gómez)‏ هو سياسي مكسيكي، ولد في 7 يناير 1972 في المكسيك. حزبياً، نشط في الحزب الثوري المؤسساتي. وقد انتخب عضو مجلس النواب المكسيك.